# 山本裕介
山本裕介（日语：／ Yamamoto Yūsuke，1966年10月24日—），日本男性動畫演出家、動畫導演。出身於島根縣。日大藝術學院電影學系畢業。與參與原畫，一樣叫山本裕介但筆名是同姓同名不同的人。

## 來歷
學生時期看了林太郎負責演出的作品和《聖戰士丹拜因》對演出家的工作抱著興趣，及得知日昇動畫有許多人從製作進行升任成為演出家，進入了該公司上班。師從在那裡認識的動畫導演井內秀治，並加入井內經營的LEEAD PROJECT成為演出家出道。
獨立後，他作為首席演出參加了OVA《爆笑吸血鬼》的製作。最初有人找他導演，因為本身缺乏信心，所以接受了擔任首席演出的工作，其工作和當導演一樣忙碌，這讓山本自己意識到如果擔任首席演出或導演下達指令的話，工作人員的積極性就會有所不同，於是他決定「為了執導自己真正想要的作品，必須成為導演」，憑藉著成人OVA《御先祖賛江》的導演出道。2001年以《頑皮小白貂》在電視系列第一次擔任導演。之後擔任《Keroro軍曹》第一任導演。
近年，他主要參加8bit承包《創聖機械天使EVOL》、《前進吧！登山少女》系列、《Walkure Romanze 少女騎士物語》、《少年女僕》及《騎士&魔法》的導演工作。
作為讓他進入動畫產業特別影響他的人是，師父井內秀治和在《機動戰士V鋼彈》現場指導的富野由悠季。

## 風格
經常在自己的作品中加入他所尊敬的作品戲仿。

## 參加作品

### 執導作品
1998年
- 御先祖賛江（日语：御先祖賛江）（OVA，—1999年，導演）※18禁。

2001年
- 頑皮小白貂（—2002年，導演、分鏡、演出）

2004年
- Keroro軍曹（—2011年，導演（1st／2nd Season）、分鏡、演出）
- 櫻花大戰 新巴黎（日语：サクラ大戦 ル・ヌーヴォー・巴里）（OVA，—2005年，導演）

2006年
- 歡迎加入N·H·K！（導演、分鏡、演出）

2007年
- 暗夜魔法使 The ANIMATION（導演、分鏡、演出）

2010年
- B型H系（導演[3]、分鏡、演出）

2012年
- 創聖機械天使EVOL（導演、分鏡）

2013年
- 前進吧！登山少女（導演、編劇（全話）、分鏡（全話）、演出）
- Walkure Romanze 少女騎士物語（導演、分鏡）

2014年
- 前進吧！登山少女 Second Season（導演、劇本統籌、音效演出、分鏡、演出）

2016年
- 少年女僕（導演）

2017年
- 騎士&魔法（導演、分鏡）
- 前進吧！登山少女 回憶的贈禮（OVA，導演）

2018年
- 前進吧！登山少女 Third Season（導演、劇本統籌、音效演出）

2020年
- 神推偶像登上武道館我就死而無憾（導演、分鏡、演出）

2022年
- 前進吧！登山少女 Next Summit（導演、劇本統籌）

2023年
- 奇異賢伴 黑色天使（導演、分鏡）

### 參加作品

#### 電視動畫
1989年
- 魔動王Granzort（—1990年，製作進行）

1992年
- 亂馬½ 熱鬥篇（分鏡、演出）
- 超時空保姆（分鏡、演出）

1993年
- 劍勇傳說YAIBA（分鏡、演出）

1994年
- 機動戰士V鋼彈（—1995年，分鏡、演出）
- 魔天戰神（分鏡、演出）

1995年
- 鬥魔鬼神傳ONI（日语：闘魔鬼神伝ONI）（分鏡、演出）

1996年
- 勇者指令達古王（分鏡）
- VS騎士檸檬汽水&40炎（分鏡、演出）

1998年
- 超魔神英雄傳（分鏡、演出）
- 機甲發明小子（—1999年，分鏡、演出）

1999年
- 超級機甲發明小子（日语：超発明BOYカニパン）（分鏡、演出）
- 星方天使Angel Links（分鏡、演出）
- 亞克傳承（分鏡）
- 六翼天使之聲（日语：セラフィムコール）（分鏡、演出）
- 仙魔大戰2000（日语：ビックリマン2000）（—2000年，分鏡、演出）

2000年
- 銀河冒險戰記（演出）

2001年
- Geneshaft（日语：ジーンシャフト）（分鏡）
- 地球少女Arjuna（演出）
- 戀愛占卜師（—2002年，分鏡、演出）
- 電腦冒險記（—2002年，分鏡、演出）

2002年
- 帝皇戰紀（—2003年，分鏡、演出）
- 灰羽連盟（分鏡）

2003年
- 真·女神轉生D 惡魔之子 光之書與闇之書（分鏡）
- 我要上太空（—2004年，分鏡、演出）

2004年
- SD鋼彈FORCE（分鏡、演出）

2007年
- 大江戶火箭（分鏡）
- 羅密歐×茱麗葉（分鏡）

2008年
- 全力兔（分鏡）
- 華麗的挑戰（分鏡）

2009年
- 浪漫追星社（分鏡）
- KIDDY GiRL-AND（分鏡）

2011年
- IS〈Infinite Stratos〉（分鏡）

2012年
- 武裝神姬（分鏡）

2013年
- THE UNLIMITED 兵部京介（分鏡）
- 只有神知道的世界 女神篇（分鏡）

2014年
- LoveLive！ (第2期)（分鏡）

2015年
- 絕對雙刃（分鏡）
- 晨曦公主（分鏡）
- 灰色的樂園（分鏡）
- 若葉女孩（分鏡）
- 輕鬆百合3☆hi！（分鏡）
- 彗星·路西法（分鏡）

2016年
- 從前有座靈劍山 星塵們之宴（ED分鏡）

2017年
- 雛子的筆記（分鏡）

2021年
- 關於我轉生變成史萊姆這檔事（分鏡、演出）

#### 電影動畫
1991年
- 亂馬½：中國寢崑崙大決戰！規則無視的激鬥篇!!（日语：らんま1/2 中国寝崑崙大決戦! 掟やぶりの激闘篇!!）（分鏡、演出）

2011年
- 劇場版 超時空要塞F：戀離飛翼（分鏡）

#### OVA
1996年
- BURN-UP W（分鏡、演出）
- 爆笑吸血鬼（—1997年，首席演出）

## 相關項目
- 日本動畫師列表（日语：アニメ関係者一覧）

## 外部連結
- 山本裕介的X（前Twitter） （日語）